# Таратинка
Таратинка — деревня в Собинском районе Владимирской области, входит в состав Толпуховского сельского поселения.

## География
Деревня расположена в 9 км на северо-запад от центра поселения деревни Толпухово и в 24 км на север от райцентра города Собинка.

## История
В конце XIX — начале XX века деревня называлась Большая Таратинка и входила в состав Ставровской волости Владимирского уезда. В 1859 году в деревне числилось 21 дворов, в 1905 году — 26 дворов, в 1926 году — 20 хозяйств и начальная школа.
С 1929 года деревня являлась центром Таратинского сельсовета Ставровского района, с 1932 года — в составе Ставровского сельсовета Собинского района, с 1945 года — в составе Ставровского района, с 1954 года — в составе Добрынинского сельсовета, с 1965 года — в Собинском районе, с 1976 года в составе Толпуховского сельсовета, с 2005 года — в составе Толпуховского сельского поселения.

## Население
| 1859 | 1905 | 1926 | 2002 | 2010 | 2021 |
| ---- | ---- | ---- | ---- | ---- | ---- |
| 137  | ↗148 | ↘90  | ↘0   | ↗9   | ↗30  |